# Gabriel Bourque
Pour les articles homonymes, voir Bourque.
Gabriel Bourque (né le 23 septembre 1990 à Rimouski dans la province de Québec au Canada) est un joueur professionnel canadien de hockey sur glace.

## Biographie
Originaire de Saint-Michel-du-Squatec, Bourque déménage à Baie-Comeau à l'âge de 5 ans, où il commence à jouer au hockey. Alors qu'il joue avec le Dynamo Royal de l'école Secondaire Jean-Paul II dans la ligue Midget Espoir, il quitte Baie-Comeau pour rejoindre les rangs des Albatros du Collège Notre-Dame de la Ligue de hockey midget AAA.
Lors du repêchage de la LHJMQ à Drummondville en 2007, Bourque est sélectionné par le Drakkar de Baie-Comeau dont il est plus tard nommé capitaine.
En 2009, il est repêché par les Predators de Nashville à la 132e position lors du 5e tour. Il participe avec l'équipe LHJMQ à la Super Serie Subway en 2009. Il quitte le Drakkar pour les Wildcats de Moncton à la période des transactions de 2009. Lors des séries éliminatoires, il remporte la Coupe du président avec Moncton où il inscrit 29 points en 21 matchs et il remporte le trophée Guy-Lafleur remis au meilleur joueur des séries éliminatoires dans la LHJMQ. Durant la saison morte, il s'aligne avec la prestigieuse équipe du Weedon auto au Complexe Hockey Balle Sherbrooke.
Le 2 juillet 2015, il signe un contrat d'un an avec les Predators pour un salaire de 875 000 $.

## Statistiques

### En club
| Saison     | Équipe                 | Ligue      |     | Saison régulière | Saison régulière | Saison régulière | Saison régulière | Saison régulière |    | Séries éliminatoires | Séries éliminatoires | Séries éliminatoires | Séries éliminatoires | Séries éliminatoires |
| Saison     | Équipe                 | Ligue      | PJ  | B                | A                | Pts              | Pun              | PJ               | B  | A                    | Pts                  | Pun                  |                      |                      |
| 2007-2008  | Drakkar de Baie-Comeau | LHJMQ      | 65  | 10               | 18               | 28               | 38               | 5                | 0  | 0                    | 0                    | 0                    |                      |                      |
| 2008-2009  | Drakkar de Baie-Comeau | LHJMQ      | 60  | 22               | 39               | 61               | 82               | 5                | 0  | 2                    | 2                    | 16                   |                      |                      |
| 2009-2010  | Drakkar de Baie-Comeau | LHJMQ      | 30  | 13               | 25               | 38               | 61               | -                | -  | -                    | -                    | -                    |                      |                      |
| 2009-2010  | Wildcats de Moncton    | LHJMQ      | 25  | 3                | 11               | 14               | 37               | 21               | 19 | 10                   | 29                   | 18                   |                      |                      |
| 2010-2011  | Admirals de Milwaukee  | LAH        | 78  | 18               | 18               | 36               | 19               | 13               | 7  | 6                    | 13                   | 4                    |                      |                      |
| 2011-2012  | Admirals de Milwaukee  | LAH        | 25  | 2                | 14               | 16               | 23               | -                | -  | -                    | -                    | -                    |                      |                      |
| 2011-2012  | Predators de Nashville | LNH        | 43  | 7                | 12               | 19               | 6                | 10               | 3  | 2                    | 5                    | 4                    |                      |                      |
| 2012-2013  | Admirals de Milwaukee  | LAH        | 15  | 7                | 5                | 12               | 4                | -                | -  | -                    | -                    | -                    |                      |                      |
| 2012-2013  | Predators de Nashville | LNH        | 34  | 11               | 5                | 16               | 4                | -                | -  | -                    | -                    | -                    |                      |                      |
| 2013-2014  | Predators de Nashville | LNH        | 74  | 9                | 17               | 26               | 8                | -                | -  | -                    | -                    | -                    |                      |                      |
| 2014-2015  | Predators de Nashville | LNH        | 69  | 3                | 10               | 13               | 10               | 5                | 0  | 0                    | 0                    | 2                    |                      |                      |
| 2015-2016  | Predators de Nashville | LNH        | 22  | 1                | 3                | 4                | 18               | -                | -  | -                    | -                    | -                    |                      |                      |
| 2015-2016  | Admirals de Milwaukee  | LAH        | 4   | 0                | 0                | 0                | 0                | -                | -  | -                    | -                    | -                    |                      |                      |
| 2016-2017  | Avalanche du Colorado  | LNH        | 6   | 0                | 0                | 0                | 0                | -                | -  | -                    | -                    | -                    |                      |                      |
| 2016-2017  | Rampage de San Antonio | LAH        | 61  | 10               | 23               | 33               | 20               | -                | -  | -                    | -                    | -                    |                      |                      |
| 2017-2018  | Rampage de San Antonio | LAH        | 5   | 1                | 1                | 2                | 4                | -                | -  | -                    | -                    | -                    |                      |                      |
| 2017-2018  | Avalanche du Colorado  | LNH        | 58  | 5                | 6                | 11               | 12               | 6                | 2  | 0                    | 2                    | 0                    |                      |                      |
| 2018-2019  | Avalanche du Colorado  | LNH        | 55  | 2                | 6                | 8                | 10               | 12               | 1  | 0                    | 1                    | 2                    |                      |                      |
| 2019-2020  | Jets de Winnipeg       | LNH        | 52  | 2                | 4                | 6                | 7                | 3                | 0  | 0                    | 0                    | 0                    |                      |                      |
| 2021-2022  | Rocket de Laval        | LAH        | 67  | 11               | 17               | 28               | 59               | 14               | 2  | 2                    | 4                    | 4                    |                      |                      |
| Totaux LNH | Totaux LNH             | Totaux LNH | 413 | 40               | 63               | 103              | 75               | 36               | 6  | 2                    | 8                    | 8                    |                      |                      |

### En équipe nationale
Au niveau international, il a représenté le Canada en sélection jeune.
| Année | Compétition                 |   | PJ | B | A | Pts | Pun               |  | Résultat |
| 2010  | Championnat du monde junior | 6 | 3  | 6 | 9 | 4   | Médaille d'argent |  |          |

## Trophées et honneurs personnels

### Ligue de hockey junior majeur du Québec (LHJMQ)
- 2009-2010 : récipiendaire du trophée Guy-Lafleur (meilleur joueur des séries éliminatoires)